# 竹内光
竹内 光（たけうち ひかる、1972年 - ）は、日本のアニメ脚本家・演出家。東京都出身。

## 経歴
二松学舎大学中国文学科博士課程中退後、有限会社スタジオ九魔に制作進行として入社。

## 主な作品

### アダルトゲーム
- SWAN SONG（制作進行）
- クライミライ3（制作進行）
- おまな2 おまえんち萌えてるぞ（制作進行）

### テレビアニメ
2013年
- リボンちゃん（絵コンテ、演出、アフターエフェクトアニメーション）
- LINE OFFLINE サラリーマン（絵コンテ）
- デュエル・マスターズ ビクトリーV3（絵コンテ）

2016年
- 一人之下 the outcast（演出）

2019年
- ダイヤのA actII（絵コンテ）
- 八月のシンデレラナイン（絵コンテ）

2020年
- あひるの空（絵コンテ）
- ONE PIECE（演出）

2022年
- 終末のハーレム（第6話・第8話絵コンテ）
- 社畜さんは幼女幽霊に癒されたい。（絵コンテ）
- 史上最強の大魔王、村人Aに転生する（絵コンテ）
- 最近雇ったメイドが怪しい（絵コンテ）

2023年
- うちの会社の小さい先輩の話（絵コンテ）
- Lv1魔王とワンルーム勇者（絵コンテ）
- 自動販売機に生まれ変わった俺は迷宮を彷徨う（絵コンテ）
- お嬢と番犬くん（絵コンテ）
- 16bitセンセーション ANOTHER LAYER（絵コンテ）

2024年
- 最弱テイマーはゴミ拾いの旅を始めました。（絵コンテ）
- 最強タンクの迷宮攻略〜体力9999のレアスキル持ちタンク、勇者パーティーを追放される〜（絵コンテ）
- 道産子ギャルはなまらめんこい（絵コンテ）

2025年
- この会社に好きな人がいます（絵コンテ）
- いずれ最強の錬金術師?（絵コンテ）
- 完璧すぎて可愛げがないと婚約破棄された聖女は隣国に売られる（絵コンテ）

### WEBアニメ
- 白夜玲瓏（2018年、絵コンテ[注 1]）
- 帝王攻略（2018年、絵コンテ）
- 識夜描銀（2020年、絵コンテ）
- 陰陽師 平安物語 第三季（2022年、日本語監修)
- 中国驚奇先生・極道仙師(2023年、翻訳協力)

### OVA
- 胸キュン! はぁとふるCafe（2001年、脚本）※18禁アニメ
- 魔法少女アイ（2001年、脚本）※18禁アニメ
- 冤罪　eine falsche Beschuldi-gung（2002年、シリーズ構成・脚本）※18禁アニメ
- 魔界騎士イングリッド（2008年、脚本）※18禁アニメ

### ドラマCD
- あなたに今夜はワインをふりかけ（2008年、原案・おまけシナリオ・ディレクション）
- 対決9~史記~楚漢の二人 小野坂昌也vs緑川光（2008年、ディレクション）

### ゲーム絵コンテ
- 夢見ヶ丘※18禁ゲーム
- Myself ; Yourself

### イラスト
- クライミライ3（アイキャッチ用SDキャラ）※18禁ゲーム